# مقاطعة ويب (تكساس)

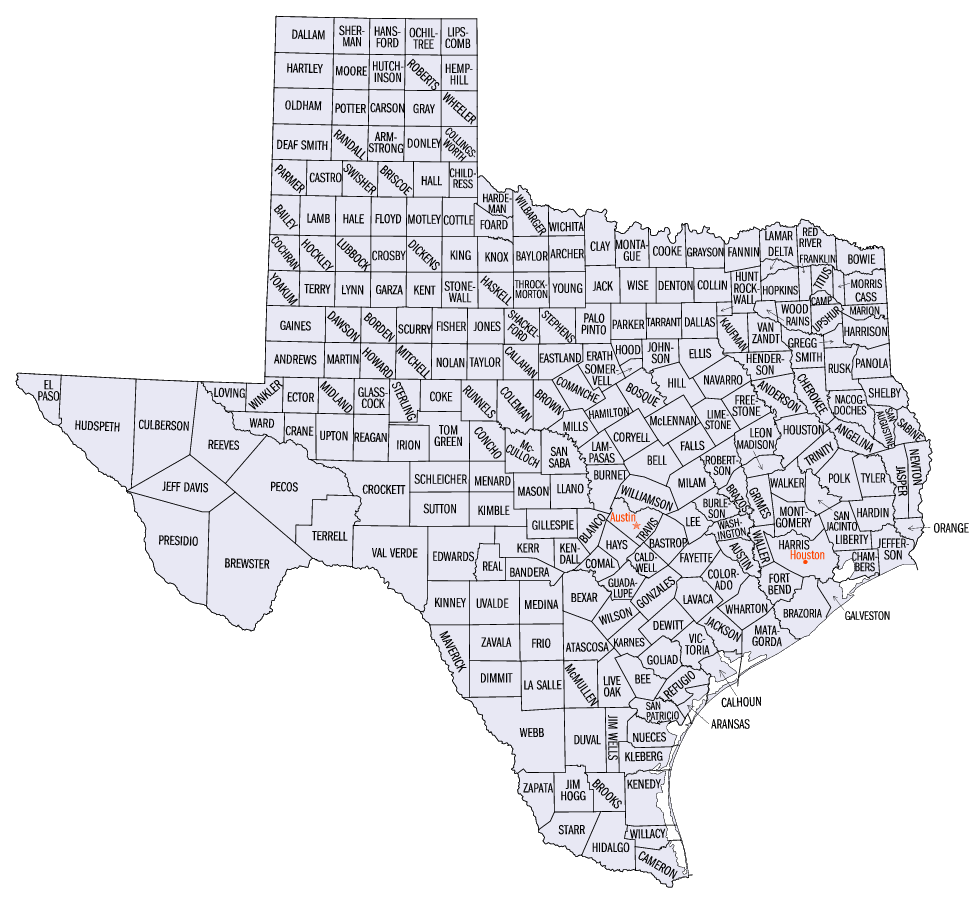
خارطة مقاطعات تكساس

مقاطعة ويب (بالإنجليزية: Webb  County)‏ هي إحدى المقاطعات في ولاية تكساس، الولايات المتحدة الأمريكية. مقر هذه المقاطعة هو مدينة لاريدو.